# The Faint
The Faint ist eine auf dem Label Saddle Creek beheimatete Band, die Synthieklänge mit tanzbaren Beats vereint und den Synthiepop der 1980er Jahre mit modernen Sounds auffrischt.
Mitglieder sind Todd Fink (ehemals Todd Baechle, mittlerweile Ehemann von Orenda Fink, Musikerin bei Azure Ray), verantwortlich für Gesang und Synthesizer, dessen Bruder Clark Baechle (Schlagzeug), Joel Peterson (Bass), Jacob Thiele (Synthesizer) und das neueste Mitglied Dapose (Gitarre).
Nach dem eher traditionellen Indie-Rock-Album „Media“ (1998) gingen sie mit ihrem Zweitwerk „Blank-Wave Arcade“ (1999) den Schritt zur Elektronik. Inhaltlich geht es häufig um Sex (die Lieder haben Titel wie „Worked Up So Sexual“, „Casual Sex“ oder „Sex Is Personal“) und die düsteren Seiten der menschlichen Existenz („Sealed Human“, „The Passives“).
Mit ihrem dritten Album „Danse Macabre“ (2001) entwickelten sie sich vom Insider-Tipp zu Hoffnungsträgern für tanzbaren Electroclash und spätestens mit ihrer CD „Wet From Birth“ (2004) haben sie sich auch in Europa eine größere Fangemeinde geschaffen. Unter anderem ist dies auch ihren intensiven Liveauftritten zu verdanken, bei denen Videoinstallationen die Musik untermalen und die Konzerte zu einem Gesamtkunstwerk machen.
Im Mai 2008 gab The Faint bekannt, dass sie sich vom Label Saddle Creek getrennt haben und das Album „Fasciinatiion“ unter eigenem Label (blank.wav) produzieren.

## Diskografie
- 1998: Media
- 1999: Blank-Wave Arcade
- 2001: Danse Macabre
- 2003: Danse Macabre Remixes
- 2004: Wet From Birth
- 2008: Fasciinatiion
- 2014: Doom Abuse
- 2019: Egowerk